# Šarlota Amálie Šlesvicko-Holštýnsko-Sonderbursko-Plönská
Šarlota Amálie Šlesvicko-Holštýnsko-Sonderbursko-Plönská (dánsky Charlotte Amalie Vilhelmine af Slesvig-Holsten-Pløn; 23. dubna 1744, Plön – 11. října 1770, Augustenborg) byla princeznou ze šlesvicko-holštýnsko-sonderbursko-plönského vévodství z vedlejší větve dánské královské rodiny. Narodila se ve městě Plön jako čtvrté z pěti dětí vévody Fridricha Karla Šlesvicko-Holštýnsko-Sonderbursko-Plönského a jeho manželky Kristiány Armgard von Reventlow.

## Život

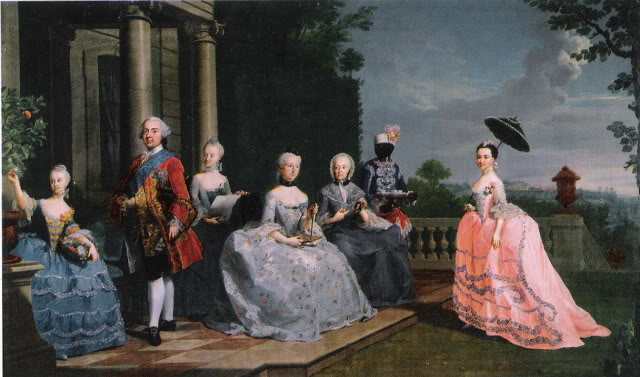
Malba Johanna Heinricha Tischbeina (1759), zleva doprava: Princezna Luisa Albertina, vévoda Fridrich Karel, princezna Frederika Žofie, vévodkyně Kristiana Armgard, Dorotea Kristýna, africký sluha, a princezna Šarlota Amálie Vilemína v Traventhal House

Jelikož její jediný bratr zemřel v roce 1740 jako nemluvně, bylo dohodnuto, že po smrti jejího otce připadne vévodství dánskému králi. Její rodiče tak byli osvobozeni od zvyku omezovat věno dcer, aby se navýšilo dědictví pro mužské dědice. Proto ze čtyř dcer vstoupila proti zvyklostem do kláštera pouze jediná: nejstarší Žofie (1732–1757) se v roce 1754 stala diákonkou kláštera Quedlinburg, zatímco ostatní sestry se mohly provdat. Šarlota Amálie se provdala jako první, jejím manželem se 26. května 1762 v Reinfeldu stal její bratranec Frederik Kristián I. Šlesvicko-Holštýnsko-Sonderbursko-Augustenburský. Nevěstě bylo 18 let a ženichovi jednačtyřicet. O dva roky později se Fridrich Kristián jako blízký, patrilinearní příbuzný svého tchána vzdal jakéhokoli nároku, který mohl mít na vévodství Plön, a na oplátku obdržel od dánské koruny hrad Sonderburg, oblast Gammelgaard s Gundestrupem a léno Ronhave, Langenvorwerk, Kekinisgaard a Maibullgaard, všechny umístěné na ostrově Ahlsen nebo poblíž ostrova Sundeved v Sonderburgu.
Z osmiletého manželství se narodilo sedm dětí:
- 1. Luisa Kristýna Karolína (14. 2. 1763 Augustenborg – 27. 1. 1764 tamtéž)[1]
- 2. Luisa Kristýna Karolína (17. 2. 1764 Augustenborg – 2. 8. 1815 Arnstadt), svobodná a bezdětná[2]
- 3. Fridrich Kristián II. (28. 9. 1765 Augustenborg – 14. 6. 1814 tamtéž), vévoda šlesvicko-holštýnsko-sonderbursko-augustenburský od roku 1794 až do své smrti[3]
⚭ 1786 Luisa Augusta Dánská (7. 7. 1771 Hørsholm – 13. 1. 1843 Augustenborg), rodem dánská princezna[4]
- 4. Fridrich Karel Emil (8. 3. 1767 Augustenborg – 14. 6. 1841 Lipsko)[5]
⚭ 1801 Žofie Eleonora von Skeel (26. 12. 1778 Pinneberg – 18. 11. 1836 Lipsko)[6]
- 5. Karel August (9. 7. 1768 Augustenborg – 28. 5. 1810 Kvidinge), generál dánské královské armády, korunní princ švédský, svobodný a bezdětný[7]
- 6. Žofie Amálie (10. 8. 1769 – 6. 10. 1769)[8]
- 7. Karel Vilém (4. 10. 1770 Augustenborg – 22. 2. 1771 tamtéž)[9]

Pár utratil část svého bohatství ke stavbě nového Augustenborského paláce.
Šarlota Amálie zemřela v Augustenborgu 11. října 1770, sedm dní po porodu svého posledního dítěte.